# Coniocompsa traceyae
Coniocompsa traceyae is een insect uit de familie van de dwerggaasvliegen (Coniopterygidae), die tot de orde netvleugeligen (Neuroptera) behoort. 
De wetenschappelijke naam Coniocompsa traceyae is voor het eerst geldig gepubliceerd door New in 1990.